# Ophion dispar
Ophion dispar är en stekelart som beskrevs av Brauns 1895. Ophion dispar ingår i släktet Ophion och familjen brokparasitsteklar. Inga underarter finns listade i Catalogue of Life.